# Philippine Engelhard
Philippine Engelhard   (Nuremberg, 21 d'octubre de 1756 - Blankenburg, 29 de setembre de 1831) va ser una intel·lectual i poeta alemanya. Va pertànyer al grup anomenat Universitätsmamsellen, un grup de cinc dones de gran cultura i formació acadèmica, molt actives durant els segles XVIII i XIX, filles d'acadèmics de la Universitat de Göttingen, que no podien, però, elles mateixes, accedir a la universitat, per la seva condició de dones. Al costat d'Engelhard, figuren en aquest grup Meta Forkel-Liebeskind, Caroline Schelling, Therese Huber i Dorothea Schlözer.

## Obra
Des de ben petita s'interessà per la poesia. A partir de 1776 va publicar obra seva al Vossische Zeitung i al Göttingen Musenalmanaks amb els pseudònims Rosalie, Juliane S. i Karoline.
El 1778 es va fer coneguda per un gran públic quan l'editor de Göttingen Johann Christian Dieterich va treure el 1782 el petit volum Gedichte, que, segons les ressenyes, es va convertir en un èxit de vendes. Després publicà Neujahrsgeschenk für liebe Kinder (1787), i Neue Gedichte von Philippine Engelhard geborene Gatterer (1821).
La seva obra, inscrita en el moviment preromàntic alemany de l'Sturm und Drag, mostra enginy, imaginació i vivacitat.

## Vida privada
Es va casar amb Johann Philipp Engelhard, amb qui tingué una filla, Karoline.